# 彭氏大宗祠
彭氏大宗祠，位于中国广东省东莞市东莞市东坑镇彭屋村，为东莞市的一个市、县级文物保护单位，类型为古建筑，公布时间为2004年1月8日。
彭氏大宗祠的历史年代为明代。